# Idaea tahamae
Idaea tahamae là một loài bướm đêm trong họ Geometridae.